# Fort Elize Carthago
Fort Elize Carthago est un ancien comptoir colonial fortifié, construit en 1702par la Compagnie néerlandaise des Indes occidentales. Il est situé sur une colline, à l'embouchure de la rivière Ankobra, près de Fort Saint Anthony, base des Néerlandais sur la Côte-de-l'Or, dans l'actuel Ghana. Aujourd'hui, seules les ruines de l'ancien fort peuvent être trouvées. Elles sont facilement accessibles par un sentier depuis l'Ankobra Beach Hotel, et sont fréquentées par les touristes qui apprécient la vue panoramique sur le site.

## Histoire
Au XVIIe siècle, la rivière Ankobra est un important moyen de transport pour le commerce de l'or dans la région. Entre les années 1650 et 1680, les Néerlandais prélèvent un droit de passage sur les personnes utilisant la rivière Ankobra à son embouchure, à partir d'un fort de péage en pierre. Ils finissent toutefois par l'abandonner, après que la perte de l'influence néerlandaise dans la région, et parce que les habitants refusent de payer plus longtemps.
Au tournant du XVIIIe siècle, l'intérêt français pour la région de la rivière Ankobra, incite les Néerlandais à s'intéresser de nouveau à la région. Après avoir reçu une demande des Azanes, la Compagnie néerlandaise des Indes occidentales décide de construire un comptoir sur la colline à l'embouchure de la rivière Ankobra.
L'activité commerciale de ce comptoir est si prometteuse qu'en 1706, la compagnie décide de l'agrandir en fort. Peu de temps après, un conflit éclate entre les Azanes et d'autres peuples de la côte, qui conduit à l'abandon du fort par les Néerlandais en 1711. Le fort est ensuite détruit en 1712 par le roi akan John Conny.
Des fouilles archéologiques sont effectuées sur le site du fort en 1999, et à l'automne 2011,.